# Kukulcania brignolii
Espèce
Synonymes
- Filistata brignolii Alayón , 1981

Kukulcania brignolii est une espèce d'araignées aranéomorphes de la famille des Filistatidae.

## Distribution
Cette espèce est endémique du Mexique. Elle se rencontre en Oaxaca, au Puebla et au Veracruz.

## Description
Le mâle holotype mesure 7,9 mm.
Le mâle décrit par Magalhaes et Ramírez en 2019 mesure 7,45 mm et la femelle 10,29 mm, les mâles mesurent de 7,45 à 8,34 mm et les femelles de 10,29 à 12,77 mm.

## Systématique et taxinomie
Cette espèce a été décrite sous le protonyme Filistata brignolii par Alayón  en 1981. Elle a été placée dans le genre Kukulcania par Magalhaes et Ramírez en 2019.

## Étymologie
Cette espèce est nommée en l'honneur de Paolo Marcello Brignoli.

## Publication originale
- Alayón , 1981 : Nueva especie de Filistata  Latreille, 1810 (Araneae: Filistatidae) de México. Poeyana, no 229, p. 1-5.